# Élections fédérales canadiennes de 2015 en Alberta
Les élections fédérales canadiennes de 2015 ont lieu le 19 octobre 2015 en Alberta comme au reste du Canada.
L'Alberta est représentée par 34 députés à la Chambre des communes, soit 6 de plus que lors des élections précédentes.

## Résultats provinciaux
| Parti | Parti        | Voix      | Voix   | Siège   |
| ----- | ------------ | --------- | ------ | ------- |
|       | Conservateur | 1 148 649 | 59,5 % | 29 / 34 |
|       | Libéral      | 473 661   | 24,6 % | 4 / 34  |
|       | NPD          | 224 198   | 11,6 % | 1 / 34  |
|       | Vert         | 48 908    | 2,5 %  | 0 / 34  |

## Résultats par circonscription
- Les noms en gras sont les chefs de parti.
- † Le député sortant ne se représente pas.
- § Le député sortant n'a pas été réinvesti par son parti.
- ‡ Le député sortant se présente dans une autre circonscription

### Alberta rurale
| Circonscription               | Candidats                         | Candidats                     | Candidats | Candidats                        | Candidats | Candidats                                | Candidats | Candidats                       | Candidats | Candidats                                                                                   |                          | Député sortant                        |
| Circonscription               |                                   | Conservateur                  |           | NPD                              |           | Libéral                                  |           | Vert                            |           | Autre                                                                                       |                          | Député sortant                        |
| ----------------------------- | --------------------------------- | ----------------------------- | --------- | -------------------------------- | --------- | ---------------------------------------- | --------- | ------------------------------- | --------- | ------------------------------------------------------------------------------------------- | ------------------------ | ------------------------------------- |
| Banff—Airdrie                 |                                   | Blake Richards 42 228 63,37%  |           | Joanne Boissonneault 4 521 6,78% |           | Marlo Raynolds 17 380 26,08%             |           | Mike MacDonald 2 509 3,77%      |           |                                                                                             |                          | Blake Richards Wild Rose              |
| Battle River—Crowfoot         |                                   | Kevin Sorenson 47 552 80,91%  |           | Katherine Swampy 3 844 6,54%     |           | Andy Kowalski 5 505 9,37%                |           | Gary Kelly 1 868 3,18%          |           |                                                                                             |                          | Kevin Sorenson Crowfoot               |
| Bow River                     |                                   | Martin Shields 38 701 77,42%  |           | Lynn MacWilliam 2 622 5,25%      |           | William MacDonald Alexander 6 840 13,68% |           | Rita Ann Fromholt 919 1,84%     |           | Fahed Khalid (DAPC) 83 0,17% Andrew Kucy (Ind.) 543 1,09% Frans VandeStroet (PHC) 280 0,56% | Nouvelle circonscription | Nouvelle circonscription              |
| Foothills                     |                                   | John Barlow 46 166 75,70%     |           | Alison Thompson 3 919 6,43%      |           | Tanya MacPherson 8 149 13,36%            |           | Romy S. Tittel 1 983 3,25%      |           | Cory Morgan (Libert.) 424 0,70% Marc Slingerland (PHC) 345 0,57%                            |                          | John Barlow Macleod                   |
| Fort McMurray—Cold Lake       |                                   | David Yurdiga 28 625 60,56%   |           | Melody Lepine 3 663 7,75%        |           | Kyle Harrietha 13 403 28,36%             |           | Brian Deheer 743 1,57%          |           | Scott Berry (Libert.) 552 1,17% Roelof Janssen (PHC) 280 0,59%                              |                          | David Yurdiga Fort McMurray—Athabasca |
| Grande Prairie—Mackenzie      |                                   | Chris Warkentin 38 895 72,91% |           | Saba Mossagizi 4 343 8,14%       |           | Reagan Johnston 7 819 14,66%             |           | James David Friesen 1 673 3,14% |           | Dylan Thompson (Libert.) 613 1,15%                                                          |                          | Chris Warkentin Peace River           |
| Lakeland                      |                                   | Shannon Stubbs 39 882 72,81%  |           | Duane Zaraska 5 513 10,06%       |           | Garry Parenteau 7 500 13,69%             |           | Danielle Montgomery 1 283 2,34% |           | Robert George McFadzean (Libert.) 601 1,10%                                                 |                          | Leon Benoit† Vegreville—Wainwright    |
| Lakeland                      | Circonscription fusionnée         | Shannon Stubbs 39 882 72,81%  |           | Duane Zaraska 5 513 10,06%       |           | Garry Parenteau 7 500 13,69%             |           | Danielle Montgomery 1 283 2,34% |           | Robert George McFadzean (Libert.) 601 1,10%                                                 |                          |                                       |
| Lakeland                      | Brian Storseth† Westlock—St. Paul | Shannon Stubbs 39 882 72,81%  |           | Duane Zaraska 5 513 10,06%       |           | Garry Parenteau 7 500 13,69%             |           | Danielle Montgomery 1 283 2,34% |           | Robert George McFadzean (Libert.) 601 1,10%                                                 |                          |                                       |
| Lethbridge                    |                                   | Rachael Harder 32 321 56,76%  |           | Cheryl Meheden 11 674 20,50%     |           | Mike Pyne 10 532 18,50%                  |           | Kas MacMillan 1 461 2,57%       |           | Geoffrey Capp (PHC) 746 1,31% Solly Krygier-Paine (Rhino.) 209 0,37%                        |                          | Jim Hillyer‡                          |
| Medicine Hat— Cardston—Warner |                                   | Jim Hillyer 34 849 68,80%     |           | Erin Weir 4 897 9,67%            |           | Glen Allan 9 085 17,94%                  |           | Brent Smith 1 319 2,60%         |           | John Clayton Turner (Ind.) 500 0,99%                                                        |                          | LaVar Payne† Medicine Hat             |
| Peace River—Westlock          |                                   | Arnold Viersen 34 342 69,35%  |           | Cameron Alexis 7 127 14,39%      |           | Chris Brown 6 360 12,84%                 |           | Sabrina Lee Levac 1 247 2,52%   |           | Jeremy Sergeew (Libert.) 443 0,89%                                                          | Nouvelle circonscription | Nouvelle circonscription              |
| Red Deer—Lacombe              |                                   | Blaine Calkins 43 599 70,71%  |           | Doug Hart 7 055 11,44%           |           | Jeff Rock 9 235 14,98%                   |           | Les Kuzyk 1 773 2,88%           |           |                                                                                             |                          | Blaine Calkins Wetaskiwin             |
| Red Deer—Mountain View        |                                   | Earl Dreeshen 46 245 74,33%   |           | Paul Harris 5 233 8,41%          |           | Chandra Lescia Kastern 8 356 13,43%      |           | Simon Oleny 1 621 2,61%         |           | James Walper (Libert.) 445 0,72% Scott Milne (Pirate) 312 0,50%                             |                          | Earl Dreeshen Red Deer                |
| Yellowhead                    |                                   | Jim Eglinski 37 950 72,25%    |           | Ken Kuzminski 4 753 9,05%        |           | Ryan Maguhn 7 467 14,22%                 |           | Sandra Wolf Lange 1 538 2,93%   |           | Cory Lystang (Libert.) 817 1,56%                                                            |                          | Jim Eglinski                          |

### Edmonton et environ
| Circonscription                             | Candidats | Candidats                    | Candidats | Candidats                      | Candidats | Candidats                        | Candidats | Candidats                       | Candidats | Candidats |                          | Député sortant                          |
| Circonscription                             |           | Conservateur                 |           | NPD                            |           | Libéral                          |           | Vert                            |           | Autre |                          | Député sortant                          |
| ------------------------------------------- | --------- | ---------------------------- | --------- | ------------------------------ | --------- | -------------------------------- | --------- | ------------------------------- | --------- | --- | ------------------------ | --------------------------------------- |
| Edmonton-Centre                             |           | James Cumming 18 703 34,95%  |           | Gil McGowan 13 084 24,45%      |           | Randy Boissonnault 19 902 37,19% |           | David Parker 1 403 2,62%        |           | Kat Yaki (Ind.) 163 0,30% Steven Stauffer (Rhino.) 257 0,48% |                          | Laurie Hawn†                            |
| Edmonton Griesbach                          |           | Kerry Diotte 19 157 39,96%   |           | Janis Irwin 16 309 34,02%      |           | Brian Gold 10 397 21,69%         |           | Heather Workman 1 129 2,35%     |           | Maryna Goncharenko (Libert.) 415 0,87% Mary Joyce (M-L) 112 0,23% Linda Northcott (Mar.) 279 0,58% Bun Bun Thompson (Rhino.) 144 0,30%                                                                   |                          | Peter Goldring† Edmonton-Est            |
| Edmonton Manning                            |           | Ziad Aboultaif 22 166 45,24% |           | Aaron Paquette 11 582 23,64%   |           | Sukhdev Aujla 13 509 27,57%      |           | Chris Vallee 1 079 2,20%        |           | Mebreate Deres (Ind.) 540 1,10% André Vachon (M-L) 125 0,26% | Nouvelle circonscription | Nouvelle circonscription                |
| Edmonton Mill Woods (recomptage judiciaire) |           | Tim Uppal 20 331 41,06%      |           | Jasvir Deol 6 330 12,78%       |           | Amarjeet Sohi 20 423 41,24%      |           | Ralph McLean 1 096 2,21%        |           | Allen K.W. Paley (Libert.) 396 0,80% Colin Stubbs (Ind.) 560 1,13% Peter Downing (PHC) 285 0,58% Naomi Rankin (Comm.) 96 0,19%                                                                           |                          | Mike Lake‡ Edmonton—Mill Woods—Beaumont |
| Edmonton Riverbend                          |           | Matt Jeneroux 28 805 49,89%  |           | Brian Fleck 9 846 17,05%       |           | Tariq Chaudary 17 428 30,18%     |           | Valerie Kennedy 1 275 2,21%     |           | Steven Lack (Libert.) 386 0,67% |                          | James Rajotte† Edmonton—Leduc           |
| Edmonton Strathcona                         |           | Len Thom 17 395 31,28%       |           | Linda Duncan 24 446 43,96%     |           | Eleanor Olszewski 11 524 20,73%  |           | Jacob K. Binnema 1 278 2,30%    |           | Malcolm Stinson (Libert.) 311 0,56% Chris Jones (Ind.) 116 0,21% Andrew Schurman (Ind.) 107 0,19% Ryan Bromsgrove (Pirate) 201 0,36% Donovan Eckstrom (Rhino.) 133 0,24% Dougal MacDonald (M-L) 93 0,17% |                          | Linda Duncan Edmonton—Strathcona        |
| Edmonton-Ouest                              |           | Kelly McCauley 26 370 49,33% |           | Heather MacKenzie 6 955 13,01% |           | Karen Leibovici 18 649 34,89%    |           | Pamela Leslie Bryan 1 037 1,94% |           | Alexander Dussault (Libert.) 341 0,64% Peggy Morton (M-L) 105 0,20% |                          | Rona Ambrose‡ Edmonton—Spruce Grove     |
| Edmonton—Wetaskiwin                         |           | Mike Lake 44 949 65,77%      |           | Fritz K. Bitz 6 645 9,72%      |           | Jacqueline Biollo 14 660 21,45%  |           | Joy-Ann Hut 1 595 2,33%         |           | Brayden Whitlock (Libert.) 495 0,72% | Nouvelle circonscription | Nouvelle circonscription                |
| St. Albert—Edmonton                         |           | Michael Cooper 26 783 45,24% |           | Darlene Malayko 6 609 11,16%   |           | Beatrice Ghettuba 13 343 22,54%  |           | Andrea Oldham 821 1,39%         |           | Brent Rathgeber (Ind.) 11 652 19,68% |                          | Brent Rathgeber Edmonton—St. Albert     |
| Sherwood Park—Fort Saskatchewan             |           | Garnett Genuis 42 642 63,94% |           | Joanne Cave 6 540 9,81%        |           | Rod Frank 13 615 20,42%          |           | Brandie Harrop 1 648 2,47%      |           | Stephen C. Burry (Libert.) 678 1,02% James Ford (Ind.) 1 563 2,34% |                          | Tim Uppal‡ Edmonton—Sherwood Park       |
| Sturgeon River—Parkland                     |           | Rona Ambrose 43 220 70,23%   |           | Guy Desforges 6 166 10,02%     |           | Travis Dueck 9 586 15,58%        |           | Brendon Greene 1 875 3,05%      |           | Ernest Chauvet (PHC) 690 1,12% | Nouvelle circonscription | Nouvelle circonscription                |

### Calgary
| Circonscription       | Candidats | Candidats                     | Candidats | Candidats                         | Candidats | Candidats                        | Candidats | Candidats                    | Candidats | Candidats |                          | Député sortant                       |
| Circonscription       |           | Conservateur                  |           | NPD                               |           | Libéral                          |           | Vert                         |           | Autre |                          | Député sortant                       |
| --------------------- | --------- | ----------------------------- | --------- | --------------------------------- | --------- | -------------------------------- | --------- | ---------------------------- | --------- | --- | ------------------------ | ------------------------------------ |
| Calgary-Centre        |           | Joan Crockatt 27 746 45,30%   |           | Jillian Ratti 3 412 5,57%         |           | Kent Hehr 28 496 46,52%          |           | Thana Boonlert 1 347 2,20%   |           | Yogi Henderson (Ind.) 248 0,40% |                          | Joan Crockatt                        |
| Calgary Confederation |           | Len Webber 30 669 45,91%      |           | Kirk Heuser 4 770 7,14%           |           | Matt Grant 29 083 43,53%         |           | Natalie Odd 2 146 3,21%      |           | Kevan Hunter (M-L) 140 0,21% |                          | Michelle Rempel‡ Calgary-Centre-Nord |
| Calgary Forest Lawn   |           | Deepak Obhrai 19 694 47,98%   |           | Abdou Souraya 4 006 9,76%         |           | Cam Stewart 14 762 35,96%        |           | Judson Hansell 1 229 2,99%   |           | Matt Badura (Libert.) 832 2,03% Jason Devine (Comm.) 390 0,95% Max Veress (DAPC) 134 0,33%                                                        |                          | Deepak Obhrai Calgary-Est            |
| Calgary Heritage      |           | Stephen Harper 37 263 63,77%  |           | Matt Masters Burgener 4 255 7,28% |           | Brendan Miles 15 172 25,97%      |           | Kelly Christie 1 246 2,13%   |           | Steven Paolasini (Libert.) 246 0,42% Nicolas Duchastel de Montrouge (Ind.) 61 0,10% Larry R. Heather (Ind.) 114 0,20% Korry Zepik (Ind.) 73 0,12% |                          | Stephen Harper Calgary-Sud-Est       |
| Calgary Midnapore     |           | Jason Kenney 42 415 66,73%    |           | Laura-Oueston 4 915 7,73%         |           | Haley Brown 14 396 22,65%        |           | Brennan Wauters 1 691 2,66%  |           | Peggy Askin (M-L) 145 0,23% |                          | Jason Kenney Calgary-Sud-Est         |
| Calgary Nose Hill     |           | Michelle Rempel 32 760 60,04% |           | Bruce Kaufman 4 836 8,86%         |           | Robert Prcic 14 671 26,89%       |           | Laurie Scheer 1 384 2,54%    |           | Edward Gao (Libert.) 727 1,33% Faizan Butt (DAPC) 184 0,34%                                                                                       |                          | Diane Ablonczy† Calgary—Nose Hill    |
| Calgary Rocky Ridge   |           | Pat Kelly 38 229 60,40%       |           | Stephanie Kot 3 665 5,79%         |           | Nirmala Naidoo 20 038 31,66%     |           | Catriona Wright 1 360 2,15%  |           | | Nouvelle circonscription | Nouvelle circonscription             |
| Calgary Shepard       |           | Tom Kmiec 43 706 65,87%       |           | Dany Allard 4 532 6,83%           |           | Jerome James 16 379 24,69%       |           | Graham MacKenzie 1 734 2,61% |           | | Nouvelle circonscription | Nouvelle circonscription             |
| Calgary Signal Hill   |           | Ron Liepert 37 858 60,55%     |           | Khalis Ahmed 3 128 5,00%          |           | Kerry Cundal 19 108 30,56%       |           | Taryn Knorren 1 586 2,54%    |           | Tim Moen (Libert.) 679 1,09% Jesse Rau (PHC) 160 0,26%                                                                                            |                          | Rob Anders§ Calgary-Ouest            |
| Calgary Skyview       |           | Devinder Shory 17 885 39,75%  |           | Sahajvir Singh 3 605 8,01%        |           | Darshan Singh Kang 20 644 45,88% |           | Ed Reddy 846 1,88%           |           | Daniel Blanchard (M-L) 88 0,20% Najeeb Butt (PC) 957 2,13% Stephen Garvey (DAPC) 786 1,75% Joseph Young (Ind.) 182 0,40%                          |                          | Devinder Shory Calgary-Nord-Est      |